# 热讷勒冈德兰
热讷勒冈德兰（法語：Gesnes-le-Gandelin，法語發音：[ʒɛn lə ɡɑ̃dlɛ̃]）是法国萨尔特省的一个市镇，属于马梅尔斯区。

## 地理
热讷勒冈德兰（48°21'20"N, 0°1'0"E）面积12.88 平方千米，位于法国卢瓦尔河地区大区萨尔特省，该省份为法国西北部内陆省份，北起顺时针与奥恩省、厄尔-卢瓦省、卢瓦-谢尔省、安德尔-卢瓦尔省、曼恩-卢瓦尔省和马耶讷省接壤，是法国大西部的入口，连接卢瓦尔河谷、布列塔尼和巴黎盆地。
与热讷勒冈德兰接壤的市镇（或旧市镇、城区）包括：埃卢、菲耶、阿塞勒布瓦讷。

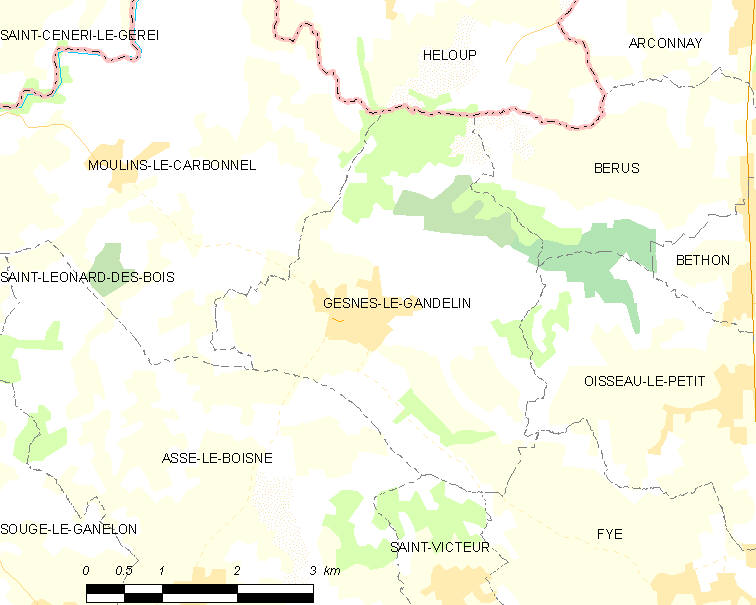
热讷勒冈德兰的OSM定位图

热讷勒冈德兰的时区为UTC+01:00、UTC+02:00（夏令时）。

## 行政
热讷勒冈德兰的邮政编码为72130，INSEE市镇编码为72141。

## 政治
热讷勒冈德兰所属的省级选区为锡耶勒纪尧姆县。

## 人口

1962-2008年间热讷勒冈德兰人口变化图示

热讷勒冈德兰于2022年1月1日时的人口数量为889人。